# Johan Snep

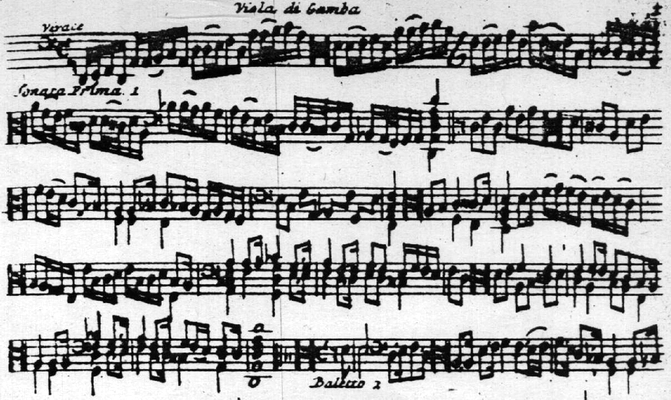
De Sonata Prima voor viola da gamba van Johan Snep

Johan Snep, ook wel Jean Sneppe (Utrecht, 1656 – Zierikzee (Zeeland), 1719) is een barokcomponist, gambist, organist, dichter en koffiehuishouder uit de Republiek der Zeven Verenigde Nederlanden.

## Leven
De geboortedatum van Johan Snep is niet bekend, hij werd te Utrecht gedoopt op 17 april 1659 en was de zoon van Johannes Janszoon Snep en Catharina van Schilperoort. De familie Snep behoorde tot de gereformeerde kerk en woonde aan de Neude.
Snep studeerde in 1685 filosofie aan de Leidse universiteit. Twee jaar later trouwde hij in Arnhem met Petronella van Bleeck (geb. 1658). In deze stad was hij ook lid geweest van het collegium musicum. Zij kregen drie kinderen, een zoon Johannes (Leiden, 1688) en twee dochters, Agnita Wilhelmina (wsl. 1690-1726) en Johanna Catharina (1692).
In 1693 werd hij aangesteld als organist aan de Sint-Lievens-Monsterkerk in Zierikzee, waar hij het Hendrik-Niehoff-orgel bespeelde. In een taakomschrijving uit 1718 werden zijn plichten als organist beschreven. Hij moest tijdens de diensten psalmen begeleiden en ook na de dienst spelen. Daarnaast moest hij op dinsdagen en donderdagen in de winter van half zes tot zeven uur concerten geven. Ook zijn bezigheden voor het collegium musicum werden vermeld. Naast zijn werkzaamheden als organist had Snep vanaf 1695 ook een koffiehuis.
In 1700 werden de tien sonates voor viola da gamba en basso continuo uitgegeven bij Estienne Roger in Amsterdam. In 1710 verscheen een advertentie van Roger in de Amsterdamsche Courant van 22 mei voor een uitgave van een- tot tweestemmige Nederlandse liederen met basso continuo.
In 1718 deed Snep wegens ziekte het verzoek om zich in zijn taken te mogen laten vervangen door zijn dochters. Hij stierf in 1719 en werd inderdaad opgevolgd door zijn dochters. Agnita Wilhelmina verving hem tot haar dood in 1726, en werd op haar beurt opgevolgd door haar zuster Johanna Catharina, die tot 1750 in dienst bleef. Sneps dochters waren de eerste vrouwelijke organisten boven de grote rivieren van de Republiek der Zeven Verenigde Nederlanden.

## Werken

### Muziek
- opus 1, uitgegeven bij Estienne Roger, Amsterdam, 1700, Sonates, Allemandes, Courantes, Chaconnes, Rondeaux, Gavottes, Sarabandes et Gigues à 1 Viole de Gambe et 1 Basse Continue, kopie bewaard in de verzamelingen van de bibliotheek van de kathedraal van Durham en de Bodleian Library in Oxford.

Het opus is opgedragen aan oud-burgemeester, raad en pensionaris van Zierikzee, mr. Nicolaes Cau (1630-1711), aan wie Snep les in het bespelen van de viola da gamba gaf. De virtuositeit die de prelude van de sonate 1 vereist, maakt het onwaarschijnlijk dat een amateur als Cau het er niet moeilijk bij gehad zou hebben. In zijn voorwoord tot de uitgave steekt Snep de loftrompet over componist Johan Schenck, van wie het betoverende spel hem ertoe gebracht zou hebben zich op de viola da gamba toe te leggen.
Zo knap als de solostem in elkaar zit, zozeer wekt de baslijn van zijn sonates de indruk van de hand van een weinig onderlegde componerende leek te zijn. Op veel plaatsen vertoont die opvallende fouten. Ofwel was Snep niet bij machte harmonische structuren te doorzien ofwel is de bas gewoon door een andere hand toegevoegd. De moderne editie geeft van de basso continuo in elk geval een geamendeerde versie.
De sonates bevatten een ruimere keuze aan dansbewegingen zoals de baletto, gavotte, rondeau en chaconne, dan aangetroffen in de uitgaven van Jacob Riehman of Carel Hacquart. Het aantal bewegingen van de sonates varieert van twee tot zes. Slechts in vier gevallen beantwoordt de volgorde van de suites ongeveer aan die welke gewoon was in die tijd: allemande, courante, sarabande, gigue. De eerste beweging, een soort prelude, is meestal onderverdeeld in verschillende secties met verschillende tempoaanwijzingen.
- opus 2, inhoud onbekend, de sporen van opus 3 maken aannemelijk dat een opus 2 heeft bestaan.
- opus 3, Nederduytsche Liederen met Een en Twee Stemmen en Basso Continuo, Estienne Roger, Amsterdam (bekend uit een advertentie in de Amsterdamsche Courant van 22 mei 1710)

#### Moderne uitgaven
Lange tijd waren leven en werken van Snep vrijwel onbekend. In 1998 publiceerden de Zierikzeese archivaris Sander den Haan en de Utrechtse musicoloog Rudolf Rasch de resultaten van hun gezamenlijke onderzoek. Enkele van de gambasonates werden in 2002 opnieuw uitgegeven in de serie Exempla Musica Zelandica. Rudolf Rasch schreef hiervoor de inleiding en voegde nog onbekende gegevens aan de biografie toe. Alle tien overgeleverde gambasonates van opus 1, verschenen bij de Duitse uitgeverij edition baroque in 2008.

### Gedichten
- Vreugde-galmen, ter Gedagtenis van de Algemeyne Vrede der Christenheyd, Geslooten op het Kasteel tot Rijswijk, Den 20 September 1697, Uyt-gesprooken in de St. Lievens Monster Kerke, op den 6 November 1697 (Middelburg: Aäron van Poulle, 1697).
- Op het nieuw hervormde Lof der Zotheid, van de heer Cornelis vander Port. In: C. vander Port: De lof der zotheid. (Leiden: Frederik Haring 1706.)
- Op het Droevig, Ontijdig en Jammerlijk Verdrinken van den Doorlugtigen en Hoog Geboren Vorst en Heer Jan Willem Friso, Prince van Orange en Nassauw etc. etc. etc., Erf-stadhouder van Friesland, Stadhouder van Groeningen en Ommelanden etc. etc. etc., op den 14. July 1711.
- Ter echt-vergadering van ... Johan Antoni Cau, schepen der stad Zierikzee &c. met jonkvrouwe Jacoba Ockerssen, op den XXI mey MDCCXV (Zierikzee: Nicolaas Lonis de Jonge, 1715).
- De Verstoorde Cupido vertoond in een vers (Zierikzee: Nicolaas Lonis, z.j. [ca. 1715]).
- Gedicht op het huwelijk van Johan Cau van Domburg en Susanna Maria Loncque (1718; handschrift Het Utrechts Archief, archief Familie des Tombe, inv.nr. 1227).
- Het Verbond der Genade, of De Beloofde Messias in het Paradijs, in Nederdeuytsche Vaarzen Gebracht en Opgedragen aan Georgius van Borrendamme, Gezegend Instrument tot Uitbreiding van Christi Koningrijk.

- Bibliothèque nationale de France: cb16209761n (data)
- Gemeinsame Normdatei: 137151144
- International Standard Name Identifier: 0000 0001 1446 1295
- Library of Congress Control Number: no2004096270
- Nederlandse Thesaurus van Auteursnamen: 15629625X
- Virtual International Authority File: 63727896
- WorldCat: E39PBJfxbgx3gQwxgPjk6kb68C